# Municipio de Barrett (Pensilvania)
El municipio de Barrett  (en inglés: Barrett Township) es un municipio ubicado en el condado de Monroe en el estado estadounidense de Pensilvania. En el año 2000 tenía una población de 3.880 habitantes y una densidad poblacional de 28,5 personas por km².

## Geografía
El municipio de Barrett se encuentra ubicado en las coordenadas 41°13′00″N 75°11′59″O / 41.21667, -75.19972.

## Demografía
Según la Oficina del Censo en 2000 los ingresos medios por hogar en la localidad eran de $43,634 y los ingresos medios por familia eran $50,530. Los hombres tenían unos ingresos medios de $33,550 frente a los $27,240 para las mujeres. La renta per cápita para la localidad era de $22,465. Alrededor del 9,4% de la población estaban por debajo del umbral de pobreza.